# Моулин (Долина Аосте)
Моулин је насеље у Италији у округу Долина Аосте, региону Долина Аосте.
Према процени из 2011. у насељу је живело 60 становника. Насеље се налази на надморској висини од 634 м.